# Zespół Elektrociepłowni Wrocławskich Kogeneracja
Zespół Elektrociepłowni Wrocławskich Kogeneracja SA – spółka akcyjna notowana na Giełdzie Papierów Wartościowych w Warszawie, zajmująca się produkcją energii elektrycznej oraz wytwarzaniem ciepła w układzie skojarzonym. Zespół Elektrociepłowni Wrocławskich Kogeneracja S.A. tworzą trzy elektrociepłownie:
- Elektrociepłownia Wrocław (263 MW mocy elektrycznej + 812 MWt mocy cieplnej)
  - blok ciepłowniczy BC-50 (55 MW mocy elektrycznej + 116 MWt mocy cieplnej)
  - 2 bloki ciepłownicze BC-100 (104 MW mocy elektrycznej + 208 MWt mocy cieplnej każdy)
  - 2 kotły wodne WP-120 (140 MWt mocy cieplnej każdy)
- Elektrociepłownia Czechnica (100 MW mocy elektrycznej + 247 MWt mocy cieplnej)
  - 3 kotły OP-130 (98,5 MWt mocy cieplnej każdy)
  - 1 kocioł BFB-100 Metso
  - 2 turbozespoły (50 MW mocy elektrycznej + 123,5 MWt mocy cieplnej każdy)
- Elektrociepłownia Zawidawie (2,67 MW mocy elektrycznej + 21,35 MW mocy cieplnej)
  - 2 kotły gazowe (9,3 MWt mocy cieplnej każdy)
  - agregat kogeneracyjny (2,67 MW mocy elektrycznej + 2,75 MW mocy cieplnej).